# The Correlation between Relatives on the Supposition of Mendelian Inheritance

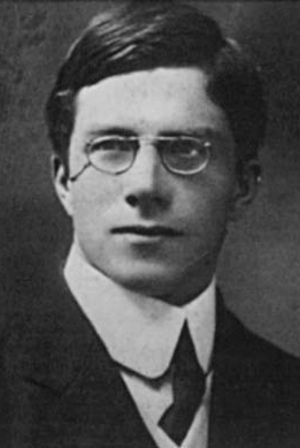
Ronald Fisher en 1912

The Correlation between Relatives on the Supposition of Mendelian Inheritance (en español: La correlación entre parientes con base en la suposición de la herencia mendeliana) es un artículo científico escrito por Ronald Fisher y publicado en las Transacciones Filosóficas de la Royal Society of Edinburgh en 1918, (volumen 52, páginas 399–433). Fisher presenta el "modelo infinitesimal", un modelo genético conceptual que muestra que la variación continúa entre caracteres biológicos podría ser el resultado de la herencia mendeliana. 

## Trasfondo
Las leyes de Mendel fueron descubiertas de nuevo en 1900. Sin embargo, existieron diferencias de opinión en cuanto a la variación sobre la que actúa la selección natural. La escuela biométrica, liderada por Karl Pearson, seguía a Charles Darwin y su idea de que las diferencias pequeñas fueron importantes para la evolución. Mientras tanto la escuela mendeliana, liderada por William Bateson, pensaba que la obra de Gregor Mendel proporcionó un mecanismo evolutivo con diferencias significativas. Joan Box, la hija de Fisher y quien escribió una biografía sobre él, dice en su libro de 1978 «The Life of a Scientist» que Fisher, en aquel entonces un estudiante, ya había resuelto este problema allá por 1911.
Originalmente Fisher envió el artículo (en aquel momento titulado «The correlation to be expected between relatives on the supposition of Mendelian inheritance») a la Royal Society, para ser publicado en Las Transacciones de la Royal Society of London. Los dos evaluadores, el biólogo R. C. Punnett y el estadístico Karl Pearson, creyeron que el artículo contenía temas que no fueron capaces de juzgar, debido a una falta de pericia, y expresaron algunas dudas. Aunque el artículo no fuera rechazado Fisher llevó una enemistad con Pearson desde 1917 en adelante, y en cambio mandó el artículo a través de J. Arthur Thomson a la Royal Society of Edinburgh, la cual lo publicó en sus Transacciones.

## El modelo
Fisher definió su nuevo término varianza, como el cuadro de la desviación típica, debido a la manera en las cuales varianzas de variables aleatorias independientes pueden agregarse. Señaló la variación continúa en caracteres humanos.